# Georg Ratzinger (politico)
Georg Ratzinger (Rickering, 3 aprile 1844 – Monaco di Baviera, 3 dicembre 1899) è stato un presbitero e politico tedesco.
Era il prozio di papa Benedetto XVI e di suo fratello Georg Ratzinger.

## Biografia
Ratzinger studiò al gymnasium di Passavia tra il 1855 e il 1863, e dal 1863 al 1867 studiò teologia a Münster, dove nel 1868 ottenne la laurea. Ricevette l'ordinazione sacerdotale nel 1867.
Durante i primi anni di sacerdozio, affiancò alla cura delle anime la passione per il giornalismo. Così, se nel 1869 era cappellano di Berchtesgaden, l'anno seguente iniziò a dirigere il Fränkisches Volksblatt, giornale di Würzburg.
Tra il 1872 e il 1874 fu cappellano a Landshut, mentre dal 1876 iniziò a pubblicare il Volksfreund, giornale di Monaco.
Iniziò la carriera politica quando nel 1875 divenne membro del Landtag bavarese con il Centro moderato, carica che mantenne fino al 1877, quando venne eletto al Reichstag di Berlino.
Dopo questa esperienza, dal 1885 al 1888 ottenne la carica di parroco di Günzelhafen, in seguito alla quale visse stabilmente a Monaco. Si dedicò in questo periodo al giornalismo e alla ricerca.
Nel 1893 Ratzinger venne eletto ancora al Landtag bavarese con il partito del Bauernbund, poiché aveva avuto dissapori con i dirigenti del partito di Centro a causa delle sue vedute sociali. Dal 1898 fino alla morte, l'anno seguente, occupò un seggio al Reichstag.

## Opere letterarie
- Geschichte der Armenpflege, Friburgo in Brisgovia 1868[2];
- Die Volkswirtschaft in ihren sittlichen Grundlagen. Ethischsociale Studien über Cultur und Civilisation, Friburgo in Brisgovia 1881[3];
- Forschungen zur bayerischen Geschichte, Kempten 1898;
- Das Concil und die deutsche Wissenschaft, Keinz 1872[4];
- Die Erhaltung des Bauernstandes, Friburgo in Brisgovia 1883;
- Georg Ratzinger alias Robert Waldhausen: Jüdisches Erwerbsleben. Skizzen aus dem sozialen Leben der Gegenwart, Passau 1892;
- Georg Ratzinger alias Gottfried Wolf: Das Judentum in Bayern. Skizzen aus der Vergangenheit und Vorschläge für die Zukunft, München 1897.